# Бабайково (Карловский район)

Бабайково (укр. Бабайкове) — село,
Липянский сельский совет,
Карловский район,
Полтавская область,
Украина.
Код КОАТУУ — 5321682902. Население по переписи 2001 года составляло 154 человека.

## Географическое положение
Село Бабайково находится на одном из истоков реки Сухая Липянка,
ниже по течению примыкает село Абрамовка (Машевский район).
На расстоянии в 1 км расположено село Липянка и в 2-х км — Разумовка.
На реке сделано несколько небольших запруд.